# Induismo nel sudest asiatico

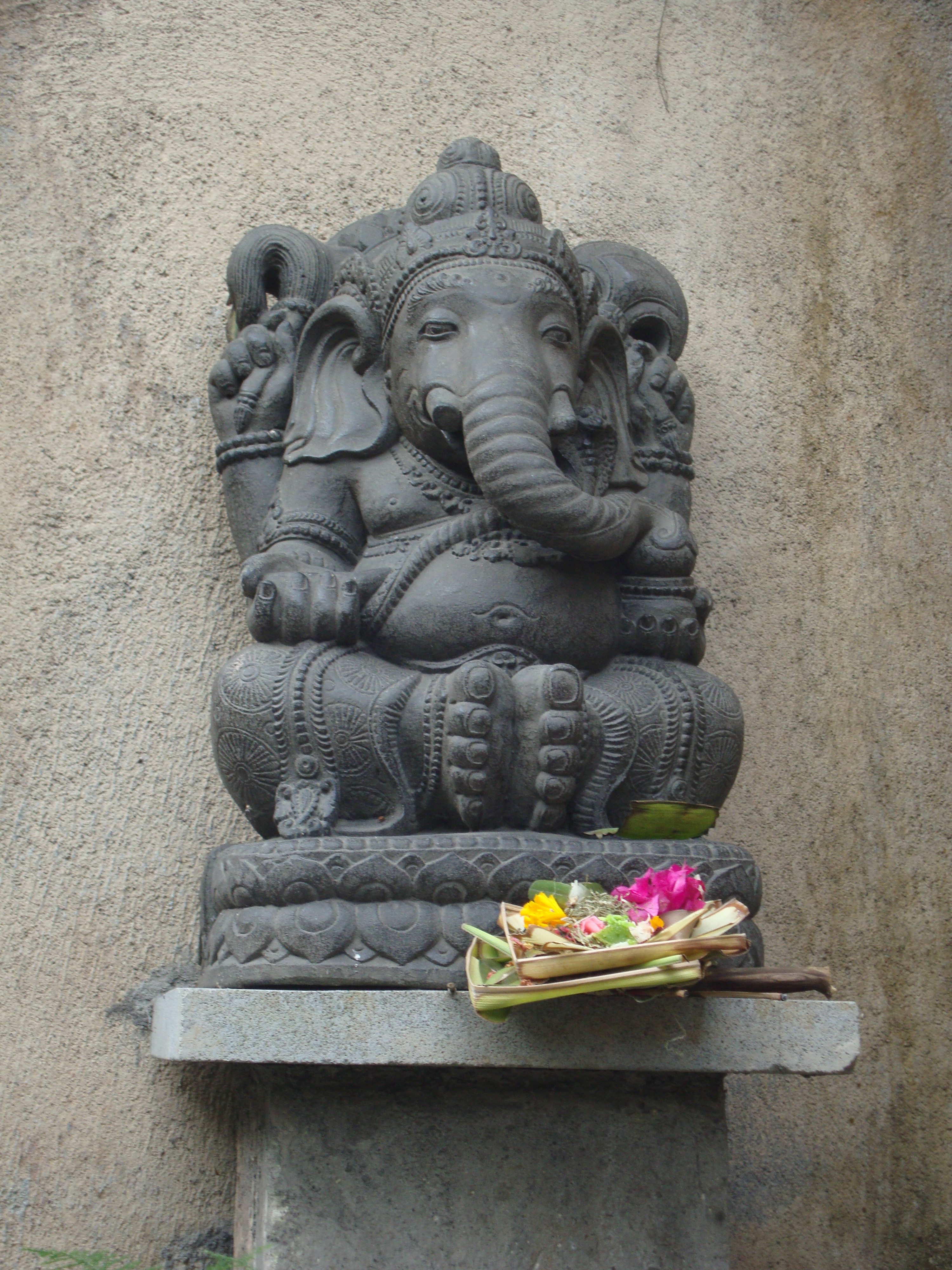
Offerte compiute a Bali verso la divinità induista Ganesha.

L'induismo nel sudest asiatico ha dato la luce alla prima civiltà Champa (nell'attuale Vietnam meridionale e centrale), al regno del Funan in Cambogia, all'impero Khmer in Indocina, oltre che al regno Langkasuka, al Gangga Negara e allo stato di Kedah nella penisola malese; a Srivijaya a Sumatra, al Singhasari e all'impero Majapahit nell'isola di Giava; infine ha fortemente influenzato la cultura e le civiltà successive presenti a Bali ed in parte dell'arcipelago delle Filippine.
La cultura dell'India ha infine influenzato le lingue, le forme di scrittura, i calendari e gli aspetti artistici di questi popoli e nazioni.

## Storia
Gli studiosi indiani hanno menzionato Dwipantara o " Jawa Dwipa", il regno indianizzato di Giava e Sumatra ià intorno al 200 a.C. "Yawadvipa" è menzionato nel primo poema epico indiano, il Rāmāyaṇa: Sugriva, uno dei capi dell'esercito di Rāma, inviò i suoi soldati proprio sull'isola di Giava quando si misero sulle tracce di Sītā. L'isola è stata quindi ribattezzata con un nome in lingua sanscrita indiana, "yāvaka dvipa" (dvipa=isola). L'intero sudest asiatico era frequentato assiduamente da commercianti provenienti dall'India meridionale e orientale, in particolar modo da Kalinga (repubblica) nonché dai regni del sud.
Il regno indianizzato di Tarumanagara venne fondato nella Giava occidentale intorno al 400, producendo alcune ta le prime iscrizioni della storia dell'Indonesia; vi fu inoltre una marcata influenza derivante dal buddhismo in tutta la regione a partire da circa il 425. Queste popolazioni marinare del sudest asiatico s'imegnarono nei secoli in un vasto commercio sia con l'India sia con la Cina; questo fatto col trascorrere del tempo avrebbe attratto l'attenzione di mongoli, cinesi e giapponesi, così come anche dei commercianti islamici i quali raggiunsero la zona di Aceh nel XII secolo.
Alcuni studiosi hanno sottolineato che le leggende riguardanti Ikshvaku e Sumati possono avere avuto la loro origine nel mito, presente primariamente proprio nel sudest asiatico, della nascita dell'intera umanità da una zucca (Momordica charantia) amara-Ikshvaku. La leggenda riguardante Sumati, moglie del re Sagar, ci dice che ella concepì la propria prole con l'ausilio di una zucca amara.

## Nell'era moderna
A tutt'oggi, numerose e folte comunità di Tamil (popolo) indù risiedono in Malaysia, Singapore, Thailandia e Filippine, soprattutto a causa delle migrazioni dal subcontinente indiano verso il sudest asiatico avvenute nei secoli scorsi. Un aspetto asiatico in particolare, quello dell'induismo di provenienza dal sudest del Tamil Nadu è la festa di Thaipusam, ma anche molte altre feste indù - come ad esempio Diwali - vengono osservate con scrupolosità nella regione. I Thai e i Khmer (popolo) praticano spesso rituali e tradizioni indù assieme alla loro fede buddhista e certe divinità come Brahmā sono ancora oggi molto venerate sia in Thailandia sia in Cambogia.
In Indonesia non sono solamente gli indiani immigrati che praticano l'induismo, in quanto esso sopravvive ancora in qualità di religione principale nell'intera isola di Bali, là ove anche i nativi indonesiani, assieme alla popolazione balinese, aderiscono all'Agama Hindu Dharma, ossia l'induismo balinese, una variante dell'induismo classico derivata da antiche tradizioni indù presenti a Bali e a Giava che si svilupparono poi per circa due millenni, venendo così ad incorporare elementi spirituali dei nativi.
Oltre che a Bali, una piccola enclave giavanese di minoranza religiosa indù può ancora essere trovata a Giava, come ad esempio attorno alle catene montuose di Tengger vicino al monte Bromo e al vulcano Semeru; ma anche nella provincia di Karanganyar a Giava Centrale e nei pressi del complesso di Prambanan nella regione di Yogyakarta.
Un caso simile si ritrova tra la minoranza Chăm presente nel Vietnam meridionale ed in parte in Cambogia; proprio come la comunità giavanese, la maggioranza di loro sono musulmani, ma vi è anche una forte componente indù. In altre parti dell'Indonesia, il termine Hindu Dharma è spesso liberamente usato come "categoria ombrello" per identificare credenze spirituali dei nativi e religioni indigene, come l'indù Kaharingan professato dai Dayak di Kalimantan.
La rinascita dell'induismo in Indonesia si sta verificando in tutte le parti del paese. Nei primi anni '70 del XX secolo i Toraja, gente del Sulawesi, sono stati i primi ad essere identificati sotto l'ombrello di 'Induismo', seguito dai Karo Batak di Sumatra nel 1977 e dai Ngaju Dayak di Kalimantan nel 1980. In un rapporto non pubblicato del 1999, l'Ufficio Nazionale indonesiana di Statistica ha ammesso che circa 100.000 persone si erano ufficialmente convertito o 'riconvertite' dall'Islam all'induismo nel corso dei due decenni precedenti. Il Ministero degli affari religiosi, a partire dal 2007, ha dato delle stime per cui vi debbon essere almeno 10 milioni di indù in Indonesia.
La crescita dell'induismo è stata guidata anche dalle famose profezie giavanesi medievali di Sabdapalon e Jayabaya. Molti tra i recenti convertiti all'induismo erano stati membri delle famiglie di Sukarno appartenenti al PNI (Partito Nazionalista), e supportano ora la signora Megawati Sukarnoputri. Questo ritorno alla 'religione del Majapahit' (un regno indianizzato dei secoli precedenti) è anche e soprattutto una questione di orgoglio nazionalistico.
Le nuove comunità indù di Giava tendono a concentrarsi intorno a templi di più recente costruzione (pura) o intorno a templi antichi diventati siti archeologici (candi) i quali vengono reclamati come luoghi di culto indù. Un nuovo importante tempio indù eretto a Giava orientale è il "Pura Mandaragiri Sumeru Agung", situato sul pendio di Monte Semeru, la montagna vulcanica più alta dell'isola.
Conversioni di massa si sono verificati anche nella regione intorno a "Pura Agung Blambangan", un altro nuovo tempio, costruito su un sito con minori resti archeologici attribuiti al regno di Blambangan, l'ultimo sistema politico induista operante a Giava, e "Pura Loka Moksa Jayabaya" (nel villaggio di Menang nei pressi di Kediri), dove il re e profeta hindu Jayabaya si dice che abbia raggiunto la suprema liberazione spirituale (Mokṣa). Un altro sito è il nuovo "Pura Pucak Raung" a Giava Occidentale, che è menzionata nella letteratura balinese come il luogo da dove Maharishi Mârkandeya apprese dell'induismo a Bali nel V secolo.

## Paesi

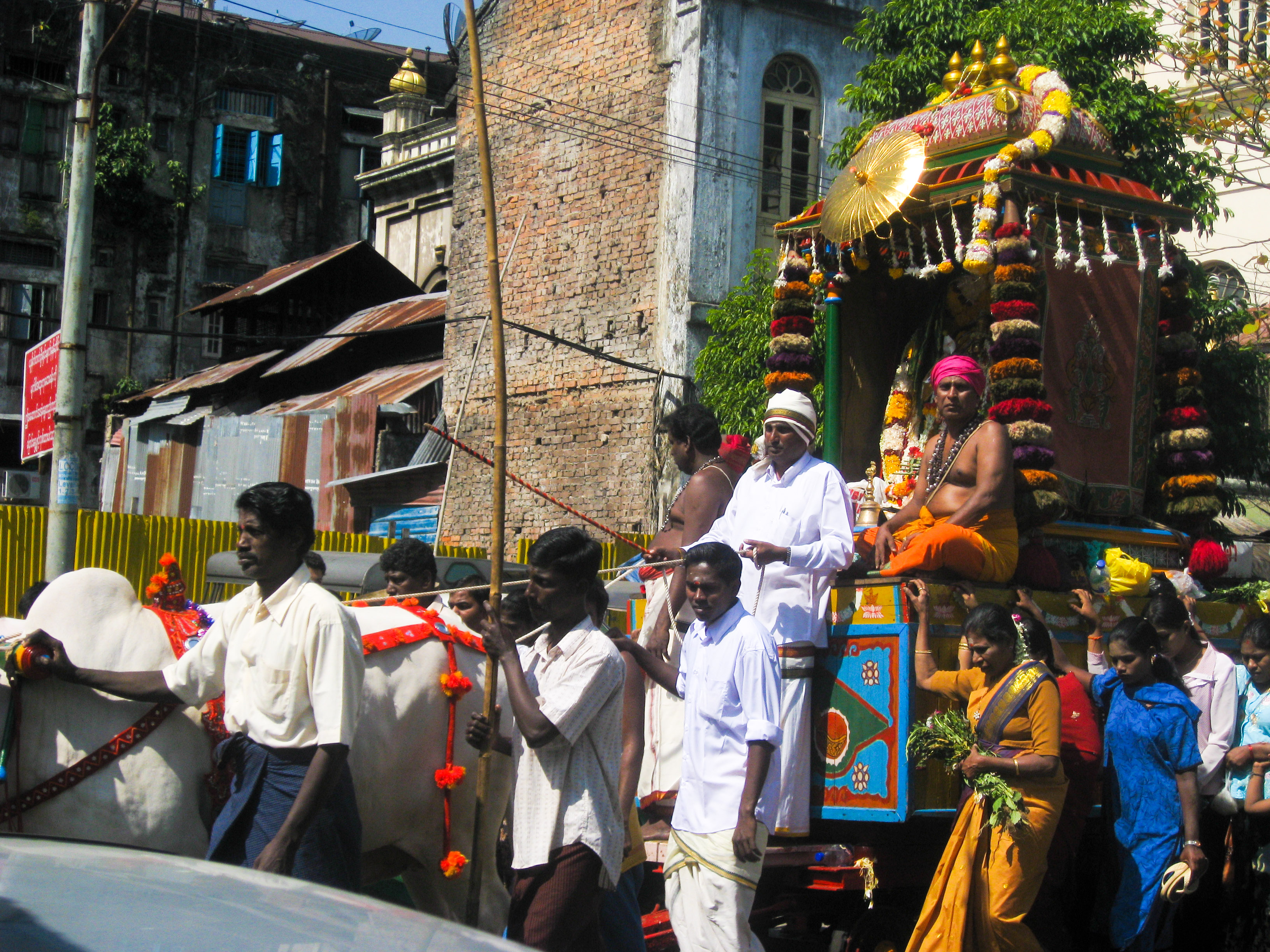
Processione induista a Yangon.

### Birmania
L'induismo viene praticato in Birmania da circa 840.000 persone; la maggior parte degli induisti birmani sono di ceppo indo-birmano (persone di origine indiana ma che vivono in Birmania). Siccome non è stato compiuto alcun censimento affidabile dopo l'epoca coloniale, le stime rimangono approssimative.
L'induismo, assieme con il buddhismo, è giunto in Birmania nei tempi antichi. Entrambi i nomi che il paese ha assunto sono ben radicati nella cultura indiana; Birmania è l'equivalente fonetico utilizzato dai funzionari coloniali britannici della prima parte di "Brahma Desha", l'antico nome della regione: il dio Brahmā è una divinità con quattro teste parte della Trimurti induista. Il nome Myanmar è invece la traslitterazione in lingua regionale proprio di "Brahma", ove b e m sono intercambiabili.
La catena montuosa degli Arakan (Rakhine) Yoma è una significativa barriera naturale di monti posta tra Birmania ed India, e la migrazione d'induismo e di
buddhismo si è verificato lentamente attraverso Manipur via terra e dall'Asia meridionale via mare tramite le rotte commerciali. L'induismo ha presto finito per influenzare fortemente la corte reale dei re birmani in epoca pre-coloniale, come si vede anche nell'architettura delle città come Bagan.
Allo stesso modo la lingua birmana ha adottato molte parole tratte dalla lingua sanscrita e poi anche dalla lingua pāli, la gran parte delle quali riguarda la religione. Mentre con l'arrivo di nuove idee nell'antichità e in epoca medioevale si è giunti ad una fusione con la cultura locale la quale si è pian piano trasformata nel corso del tempo, tra il XIX e il XX secolo più di un milione di lavoratori indù sono stati condotti dal governo coloniale dell'impero britannico per servire nelle piantagioni e nelle miniere, oltre che per far da guardiani ai centri residenziali europei, proteggendoli da furti ed incursioni tribali.
Secondo il censimento del 1931 il 55% della popolazione di Yangon era composta da immigrati indiani, per lo più indù. Dopo l'indipendenza dal Regno Unito il Partito del Programma Socialista della Birmania sotto Ne Win ha presto adottato politiche chiaramente xenofobe facendo espellere 300.000 persone di etnia indiana (induisti e buddhisti) insieme ad altri 100.000 cinesi, tra il 1963 e il 1967. La politica indiana d'incoraggiamento delle proteste democratiche in Birmania ha fatto aumentare la persecuzione degli indù, così come ha portato per rappresaglia al sostegno birmano nei confronti dei gruppi ribelli di sinistra (politica) operanti negli stati dell'India settentrionale.
Dal 1990 l'apertura verso l'esterno della Birmania ed il suo maggiore impegno economico ha condotto ad un miglioramento generale dell'accettazione degli indù e di altre minoranze religiose. Vari aspetti dell'induismo continuano e sono ben presenti ancora oggi in Birmania, anche nella cultura a maggiorana buddhista del paese. Ad esempio Thagyamin viene adorato in massa anche se ha le proprie origini nel dio indù Indra. La letteratura birmana è stata anch'essa assai arricchita dall'apporto induista, compreso l'adattamento birmano del Rāmāyaṇa chiamato Yama Zatdaw, poema epico nazionale dei birmani.
Molte divinità indù vengono altresì adorate da parte della popolazione, come ad esempio Saraswati (nota in birmano come Thuyathadi), la dea della conoscenza spesso adorata prima degli esami; Shiva è chiamato Paramizwa mentre Visnù si chiama Withano, ed altri ancora. Molte di queste deità sono parte dei trentasette spiriti denominati Nat o divinità presenti nella cultura della Birmania.
Nella moderna Myanmar, la maggior parte degli indù si trovano nei grandi centri urbani di Yangon e Mandalay; ma antichi Mandir o templi indù sono presenti anche in altre parti del paese, come il Tempio di Nat Hlaung Kyaung risalente all'XI secolo dedicato a Vishnu e situato a Bagan.

### Cambogia
La Cambogia fu influenzata dall'induismo nel corso della prima parte del regno del Funan, ma l'induismo è stata anche una delle religioni ufficiali dell'Impero Khmer; la Cambogia è inoltre sede del sacro tempio di Angkor Wat, che è il più grande tempio indù - nonché monumento religioso - del mondo.

### Thailandia
Anche se solo una minoranza di Thai s'identificano attualmente come indù, molte divinità induiste come Indra e Brahmā sono ancora oggi adorate. Antichi rituali indù sono ancora praticati e comprendono vari costumi, come nelle cerimonie di matrimonio. Uno degli aspetti ben noti della cultura indù include il Giant Swing.

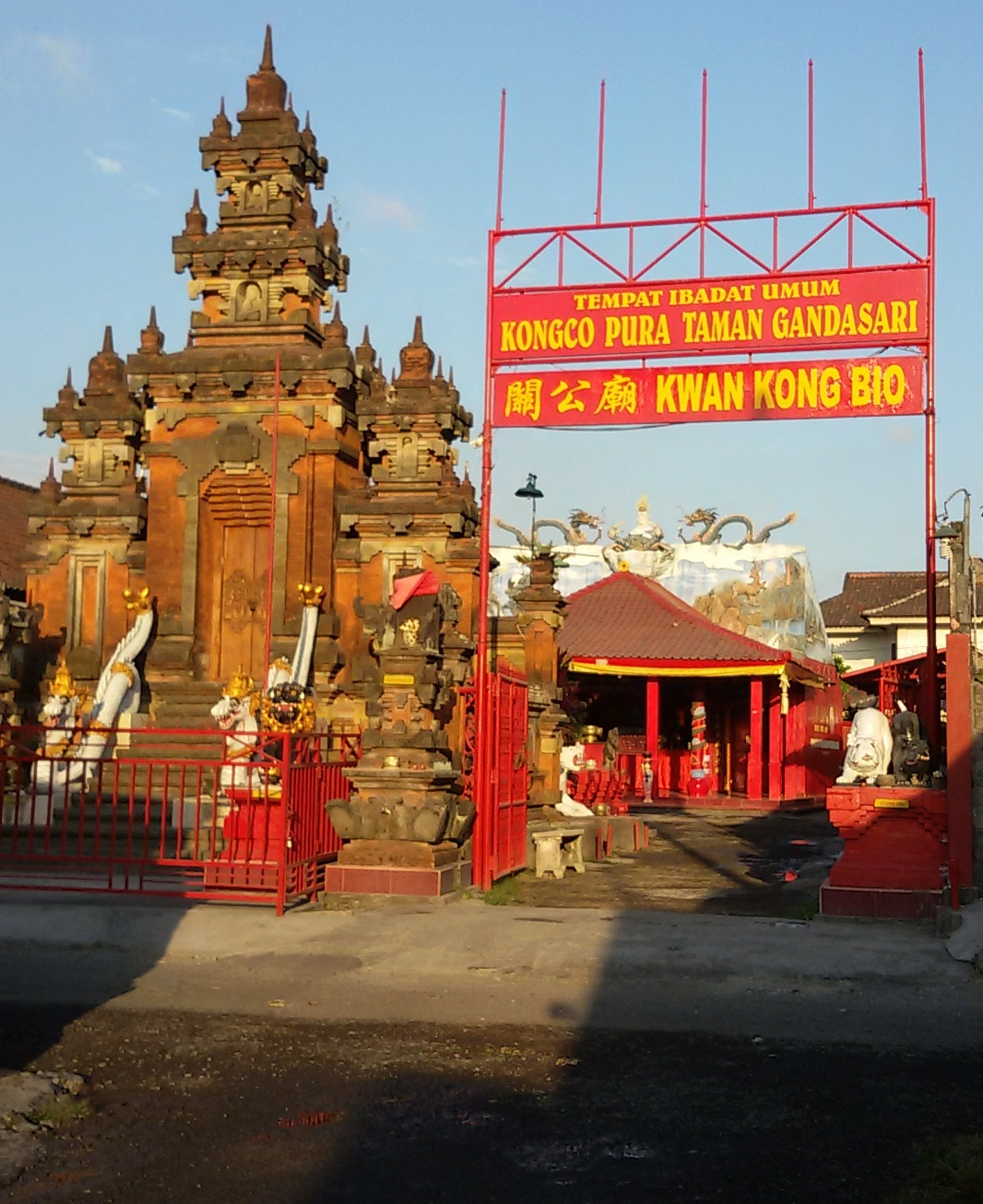
Presenza induista in Indonesia.

### Indonesia
Oggi in Indonesia l'induismo è praticato da solo il 3% della popolazione totale, col 92.29% di questi che risiedono Bali e il 15.75% entro la zona del Kalimantan Centrale, come ha appurato il censimento del 2000. Tuttavia, tra il IV e fino al XV secolo, Induismo e Buddismo sono stati rispettati e seguiti dalla maggioranza della popolazione, insieme con indigeni originari dall'animismo e altre credenze che veneravano spiriti naturali ed ancestrali. Con il XV-XVI secolo l'Islam aveva soppiantato induismo e buddismo come religione di maggioranza nell'arcipelago indonesiano. L'influenza indù ha lasciato profondamente i suoi segni nella cultura di Giava, di Bali e a Sumatra. Bali è diventata l'ultimo residuo di attiva fede indù nella regione dominata di un tempo.
Le influenze indù hanno raggiunto l'arcipelago indonesiano già nel I secolo; poi, nel IV secolo, il regno di Kutai nel Kalimantan Orientale, Tarumanagara a Giava occidentale, e Holing (o regno di Kalingga) di Giava Centrale, sono stati tra i primi stati indù stabilitisi nella regione. Diversi antichi regni indù indonesiani notevoli per importanza sono Medang i Bhumi a Mataram, famosi per la costruzione del maestoso tempio dedicato alla Trimurti nel IX secolo chiamato Prambanan, seguito dal regno Kediri, da Singhasari, per raggiungere il picco della sua influenza nel XIV secolo con l'impero Majapahit, l'ultimo e più grande tra gli imperi giavanesi indù-buddisti.
La civiltà indù ha lasciato i suoi segni anche nella cultura dell'Indonesia. I poemi epici Mahābhārata e Rāmāyaṇa, divennero tradizioni durature tra le varie forme d'arte indonesiana, espressi negli spettacoli danzanti e nei giochi di ombre cinesi Wayang Kulit. Molti nomi indonesiani sono basati sulla lingua sanscrita e la compagnia aerea di bandiera prende il nome di "Garuda Indonesia".
Ai giorni nostri, il governo indonesiano ha riconosciuto l'induismo come una delle sei religioni ufficialmente professate e praticate del paese, insieme con l'Islam, il protestantesimo, il cattolicesimo, il buddismo e il confucianesimo.

### Laos
L'attuale Laos faceva una volta parte dell'antico Impero Khmer; il tempio di Vat Phou è stato uno degli ultimi progetti d'influenza induista di quel periodo. L'adattamento laotiano del Rāmāyaṇa è chiamato Phra Lak Phra Lam.